# ایزواریتسا
ایزواریتسا (به صربی: Izvarica) یک منطقهٔ مسکونی در صربستان است که در ژاگوبیتسا واقع شده‌است. ایزواریتسا ۳۷۶ نفر جمعیت دارد.